# Proteinkináza R

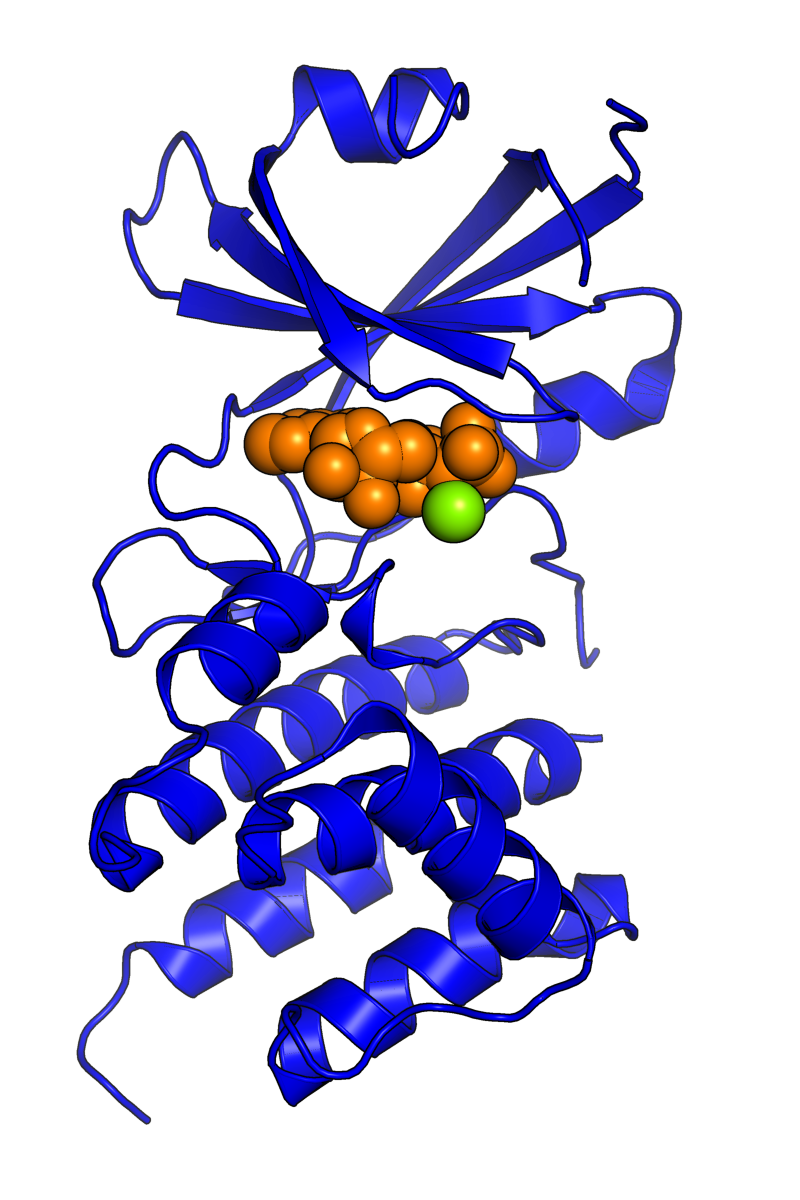
molekulová struktura

Proteinkináza R (PKR, proteinkináza aktivovaná dvouřetězcovou RNA (dsRNA)) je enzym ze skupiny serin/threonin kináz, který fosforyluje eukaryotický
iniciační faktor eIF-2. Po této fosforylaci dochází k zastavení syntézy bílkovin v buňce, tedy jinými slovy k inhibici translace. To je důležité při obraně proti napadení buňky viry – PKR je aktivována po vzestupu hladiny interferonů α a β a v závislosti na přítomnosti dvouvláknové RNA, které signalizují právě napadení buňky viry. Protein je u lidí kódován v genu EIF2AK2, který je lokalizovaný na chromozómu 2, obsahuje 551 aminokyselin a váží 68 kilodaltonů. Aktivace exprese PKR je jednim z mechanismů vruzené imunity pro eliminaci patogenů.   

## Struktura
PKR obsahuje N-terminální doménu, která je schopná navázat dvouřetězcovou RNA díky přítomností dvou tandemových repetic konzervovaného RNA-vazebného motivu propojených linkerem (20-23 aminokyseliny). Dané repetice jsou následně pomocí flexibilního linkeru propojené s C-koncovou doménou, která obsahuje nejdůležitější místa pro fosforylaci. Promotor sekvence daného genu obsahuje specifický motiv - interferonem-stimulovaný transkripční prvek (IFN-stimulated response element (ISRE)), který umožňuje jeho expresi v reakci na zvýšenou produkci interferonů typu I. Navázání dvouřetězcové RNA na motiv vede ke konformačním změnam jako je tvorba homodimeru a k autofosforylaci několika zbýtků aminokyselin ve struktuře (Tyrosin, Serin a Threonin). Navazání fosfátové skupiny na Thr-446 a, následně, na Thr-451 ma za následek stabilizaci struktury dimeru aktivované PKR a její zvýšené katalytické aktivitě.
Kvůli tomu, že proteinkináza R může být aktivována dvouřetězcovou RNA, patří ke skupině receptorů rozpoznávajících konzervované molekuly typické pro patogeny (PRR, pattern recognition receptors), jež hrají důležitou roli ve správné funkci vrozeného imunitního systému.  

## Funkce
Proteinkináza R hraje významnou roli v odpovědí buňky na stres a je asociována s řadou molekul a jejich funkcí, jako například heparin (je schopen aktivovat PKR, vede k dimerizaci); proteiny tepelného šoku (HSP, heat shock proteins), kde PKR je esenciální pro akumulaci a spuštění signalizačních drah spojených s termoregulací; PDGF (Platelet Derived Growth Faktor, růstový faktor z destiček), kde PKR je esenciální pro další předání signálů genům spojeným s PDGF signalizací. 
Daná funkční rozmanitost a zapojení PKR do různých signalizačních drah je spojená s tím, že daná kináza reguluje fosforylací eukariotického iniciačního faktoru eIF-2, který je jedním z hlavních regulátorů mRNA translace. Iniciace translace pomocí eIF-2 je rychlost limitujícím krokem celého procesu, což znamená, že na jeho aktivace nebo represe je závislá celá buněčná proteosyntéza. Navázáni fosfátu na Serin na pozici 51 vede k inhibici eIF-2 a k potlačení syntézy proteinů až do jejího úplného zablokováni. V případě, že je buňka infikovaná virem, daná schopnost zabraňuje virové replikaci a případnému množení patogenu na ostatní okolní buňky. Daný proces může vest k programované buněčné smrti, neboli apoptóze. 